# Nora Back
Nora Back (* 17. August 1979 in Esch/Alzette) ist Präsidentin der Gewerkschaft OGBL und der Chambre des salariés in Luxemburg.

## Werdegang
Back machte 2003 ihren Abschluss in Psychologie auf der Université Libre de Bruxelles. Ab 2004 arbeitet sie beim OGBL, zuerst als beigeordnete Zentralsekretärin im Berufssyndikat Gesundheits- und Sozialwesen und ab 2008 als Zentralsekretärin im gleichen Syndikat. Zwischen 2014 und 2019 war sie zuständige Zentralsekretärin für die Frauenabteilung und die Abteilung des Öffentlichen Dienstes des OGBL. Am 3. Juli 2018 wurde sie zur Generalsekretärin unter dem Präsidenten André Roeltgen gewählt. Nach den Sozialwahlen im März wurde sie Präsidentin der Chambre des Salariés. Am 6. Dezember 2019 wurde Nora Back mit 97,50 % der Stimmen auf dem Kongress zur Präsidentin des OGBL gewählt.